# Huixtla (kommun)
Huixtla är en kommun i Mexiko.   Den ligger i delstaten Chiapas, i den sydöstra delen av landet, 900 km sydost om huvudstaden Mexico City.
Följande samhällen finns i Huixtla:
- Huixtla
- Francisco I. Madero
- Colonia Obrera
- Montecristo Playa Grande
- Santa Rita Coronado
- Cantón el Cedral
- Cantón Cahulotal
- Aztlán
- Cantón las Lechugas 2
- Cantón las Morenas
- Altamira
- Cantón la Esperanza
- Cantón el Yaital
- Brasil
- Las Brisas del Huayate
- La Ceiba
- La Piedra
- Cantón Cinco de Marzo
- La Esperancita
- Cantón el Tarral
- Nuevo Tesoro
- Flor de Mayo
- Cantón Panamá
- Libertad Piedra Canoa
- Vista Hermosa
- Primero de Diciembre